# Élections municipales de 2002 dans la Capitale-Nationale
Les élections municipales québécoises de 2002 se déroulent le 3 novembre 2002. Elles permettent d'élire les maires et les conseillers de chacune des municipalités locales du Québec, ainsi que les préfets de quelques municipalités régionales de comté.

## Capitale-Nationale

### Boischatel
| Poste/District              | Élu          | Type d'élection |
| --------------------------- | ------------ | --------------- |
| Maire                       | Yves Germain | Scrutin         |
| Taux de participation: 52 % |              |                 |

### Clermont
| Poste/District              | Élu            | Type d'élection |
| --------------------------- | -------------- | --------------- |
| Maire                       | Bruno Trucotte | Scrutin         |
| Taux de participation: 78 % |                |                 |

### Donnacona
| Poste/District              | Élu           | Type d'élection |
| --------------------------- | ------------- | --------------- |
| Maire                       | André Marcoux | Scrutin         |
| Taux de participation: 65 % |               |                 |

### La Malbaie
| Poste/District              | Élu             | Type d'élection |
| --------------------------- | --------------- | --------------- |
| Maire                       | Jean-Luc Simard | Scrutin         |
| Taux de participation: 60 % |                 |                 |

### Lac-Saint-Joseph
| Poste/District              | Élu            | Type d'élection |
| --------------------------- | -------------- | --------------- |
| Maire                       | Raymond Blouin | Scrutin         |
| Taux de participation: 74 % |                |                 |

### Portneuf
| Poste/District              | Élu             | Type d'élection |
| --------------------------- | --------------- | --------------- |
| Maire                       | Michel Gauthier | Scrutin         |
| Taux de participation: 59 % |                 |                 |

### Saint-Tite-des-Caps
| Poste/District              | Élu                  | Type d'élection |
| --------------------------- | -------------------- | --------------- |
| Maire                       | Anne-Marie Guilbault | Scrutin         |
| Taux de participation: 57 % |                      |                 |

### Stoneham-et-Tewkesbury
| Poste/District              | Élu          | Type d'élection |
| --------------------------- | ------------ | --------------- |
| Maire                       | Dany Barbeau | Scrutin         |
| Taux de participation: 38 % |              |                 |